# Games for Windows
Games for Windows är ett tidigare varumärke introducerat 2006 av Microsoft i samband med lanseringen av Windows Vista. Syftet var att klargöra vilka spel som kan användas tillsammans med Microsoft Windows. Varumärket representerade en teknisk standardisering och onlinetjänster för Windowsspel via Games for Windows – Live. Märkningen var öppen för både förstaparts- och tredjepartsutvecklare.
2013 meddelade Microsoft att Xbox PC Marketplace skulle läggas ner vilket i sin tur innebar att Games for Windows som varumärke skulle sluta användas. Trots detta skulle tidigare köpt innehåll vara nåbart via klientprogramvaran för Games for Windows – Live.

## Certifiering
Datorspel som var certifierade av Microsoft hade en framträdande "Games for Window"-logotyp på förpackningen liknande den för spel utvecklade för Xbox 360. Spelen var tvungna att uppfylla vissa kriterier för att få certifieringen. Bland dessa fanns:
- Enkel installation - En installation ska kunna göras med så få steg som möjligt.
- Stöd för Games Explorer
- Stöd för Windows Media Center
- Kompatibilitet med x64-processorer -  Spelet ska kunna köras under 64-bitar versioner av Windows även om det bara utnyttjar 32 bitar.
- Stöd för Widescreen - Spelet har stöd för visning av högupplöst widescreen.
- Stöd för Xbox 360-kontroll - Spelet kan använda en handkontroll som även passar till Xbox 360 (gäller dock inte alla spel).